# Swadhiszthana
Swadhiszthana (własne miejsce) – według tradycji hinduistycznej oraz niektórych nurtów New Age druga ćakra człowieka, umiejscowiona w okolicy krzyża. Według ezoteryków odpowiadać miałaby za percepcję przyjemności, za międzyludzki magnetyzm. Miałaby być magazynem, jak również portalem pierwotnej, nieoczyszczonej energii, emocji i sił twórczych. Otwierać miałaby się ku przodowi i promieniować kolorem jasnopomarańczowym. Miałaby być głęboko związana z elementem wody i dlatego za jej pośrednictwem odbierać mielibyśmy związane z tym żywiołem cechy świata. Energia seksualna, która miałaby tutaj występować zapładniałaby i pozwalała powstawać życiu, co niektórzy kojarzą z wodą, bez której nie byłoby istnienia. Z innej strony, woda miałaby oczyszczać, zarówno na planie psychicznym, jak i fizycznym, i powodować przepływ emocji. Dzięki temu świat miałby wydawać się piękny i ciągle na nowo zaskakiwać.
Przejawem działania tej ćakry miałaby być m.in. aktywność twórcza, wrażliwość na sztukę w różnorodnych jej formach. Istotnym jej aspektem miałyby być także relacje z innymi ludźmi, przede wszystkim z przeciwną płcią, otwartość uczuciowa i naturalność.
Płodzenie nowego życia i przyjemność z seksu miałyby być tak mocno ze sobą powiązane, ponieważ za obie te formy odpowiadałaby właśnie czakra sakralna. Według przytoczonych wierzeń mężczyzna daje kobiecie twórczy impuls, który ją zapładnia. Reszta procesu powstawania odbywa się w ciele kobiety, która karmi dziecko tak fizycznie, jak i duchowo, pozwalając mu się rozwijać.

## Harmonijne działanie
Harmonijne działanie ćakry, czyli jej oczyszczenie i zrównoważenie, miałoby się objawiać odczuciem „płynięcia z naturalnym prądem życia”. W takim stanie mielibyśmy nie blokować swoich uczuć, wtedy miałyby one przez nas swobodnie przepływać. Mielibyśmy być naturalni i otwarci. Dopiero w konsekwencji tego nasze emocje stałyby się ważną częścią życia, jednak mimo to potrafiłyby nami zawładnąć. Mielibyśmy też przyciągać rzeczy i zdarzenia, których pragniemy.

## Objawy dysharmonii
Dysharmonia ośrodka miałaby objawiać się ciągłym szukaniem przyjemności, które nigdy nie jest uwieńczone spełnieniem. Ludźmi z taką dysharmonią miałyby targać prymitywne popędy, mieliby chcieć silniejszych doznań, przez co za bardzo przywiązywaliby się do seksu oraz wszelkich używek. Odczuwać mieliby potężne emocje, które prowadzą do destrukcji zamiast kreacji. Często miałaby występować zazdrość i nadmierne przywiązanie.
Innym objawem, często występującym, miałaby być, obawa o własną atrakcyjność. Według opinii ezoteryków, reklama, jako działalność skierowana właśnie w swadhiszthanę, przekonuje, że tylko pewne produkty mogą zapewnić piękno, szacunek i uznanie. Według nich nie należy poddawać się reklamie, ponieważ jest to sztuczny produkt cywilizacji. Należy natomiast zwrócić się do własnego JA i tam odnaleźć swoją wewnętrzną i zewnętrzną atrakcyjność.

## Niedoczynność ośrodka
Ludzie, u których ćakra sakralna jest przyblokowana, mieliby odczuwać brak własnej wartości, ich emocje miałyby być zakrzepnięte, mieliby być oziębli, a seks kojarzyć im się tylko ze zwykłym spółkowaniem. Według opinii ezoteryków, prawdopodobnie w dzieciństwie brak im było bliskości i czułości, a w okresie dojrzewania stłumili całkowicie własną seksualność, przez co nie są świadomi działania tego ośrodka.

## Aktywizacja i harmonizacja czakramu
Ćakrę tę miałby ożywiać kontakt z przyrodą, kontemplacja naturalnych, przeźroczystych zbiorników wodnych i picie wody ze świeżych źródeł. Bardzo korzystnie miałoby wpływać również światło księżyca (szczególnie podczas pełni). Kontakt ze sztuką i tańcem miałby pomagać poczuć piękno świata i zatracić się w świecie uczuć.
Stymulującym kolorem miałby być promiennie jasny pomarańcz.
Najskuteczniej miałyby jednak działać odpowiednie dla tego czakramu medytacje.

## Według C.G.Junga
Ćakra swadhiszthana to świat nieświadomości, świat żywiołu wody, ocean. Droga rozwoju wiedzie przez ceremonię chrztu z wody, przez narodzenie na nowo po śmierci symbolicznej przez (zanurzenie oddające) utonięcie. Wskutek pomyślnego przebiegu zanurzenia w pochłaniających wodach jednostka zyskuje miano podwójnie urodzonej (dwidźa) otrzymując nieśmiertelną duszę.
Osiągnięcie tej ćakry może objawić się jako podróż w głąb duszy i stoczenie tam walki z potworem wodnym (Lewiatan, Makara). Owocem zanurzenia i udanego powrotu jest przemiana w istotę duchową. Jung warunkuje jednak taki osiąg rozbudzeniem energii kundalini. To zaś uzależnia od impulsu wewnętrznego w człowieku, pochodzącego z poziomu buddhi, który poprzez ocean pchnie nas na drodze indywiduacji, ku następnej ćakrze. Chodzi tu o impuls nadrzędny względem woli ego człowieka, który spowoduje, że nie ucieknie na sam widok Lewiatana, a wręcz przeciwnie – wyda takiej wewnętrznej przeszkodzie bitwę. W terminologii psychologicznej dochodzi do konfrontacji z nieświadomością.
W symbolice indyjskiej, w przestrzeni swadhiszthanaćakry występuje potwór Makara, ale i sierp Księżyca (półksiężyc z wierzchołkami zwróconymi w górę). To jakby czara napełniona duszami ostatnio zmarłych, które czasie pełni Księżyc oddaje Słońcu, gdzie otrzymują nowe życie – taki mit manichejski przytacza Jung, kończąc wykład o drugiej ćakrze.